# Jovonak
Jovonak (persiska: جَوونَك, جَوَنَك, جونک) är en ort i Iran.   Den ligger i provinsen Kohgiluyeh och Buyer Ahmad, i den centrala delen av landet, 600 km söder om huvudstaden Teheran. Jovonak ligger 2 047 meter över havet och antalet invånare är 138.
Terrängen runt Jovonak är kuperad. Runt Jovonak är det ganska tätbefolkat, med 52 invånare per kvadratkilometer. Närmaste större samhälle är Yasuj, 10,6 km nordost om Jovonak. Omgivningarna runt Jovonak är i huvudsak ett öppet busklandskap.